# Cellio
Cellio je italská obec v provincii Vercelli v oblasti Piemont.
K 31. prosinci 2011 zde žilo 853 obyvatel.

## Sousední obce
Borgosesia, Breia, Madonna del Sasso (VB), Quarona, Valduggia